# كولمان كولينز
كولمان كولينز (بالإنجليزية: Coleman Collins)‏ مواليد 22 يوليو 1986 في برينستون، هو لاعب كرة سلة أمريكي. بدأ مسيرته الاحترافية في سنة 2007. يبلغ طوله 6 قدم 9 بوصة (2.1 م).

## المسيرة الاحترافية
لعب مع نيكار ريزن لودفيغسبورغ في الدوري الألماني في موسم 2007–2008، ثم لعب مع فورت واين ماد أنتس في موسم 2008–2009، ثم لعب مع راتيوفارم أولم في الدوري الألماني من سنة 2009 إلى 2011، ثم لعب مع نادي أزوفماش لكرة السلة في موسم 2013–2014، ثم لعب مع نادي المنامة في سنة 2014، ثم لعب مع بي سي إم جرافيلين في الدوري الفرنسي في موسم 2014–2015.

## روابط خارجية
- كولمان كولينز على موقع الدوري الأوروبي لكرة السلة (الإنجليزية)
- كولمان كولينز على موقع كرة السلة الأوروبية.كوم (الإنجليزية)
- كولمان كولينز على موقع كلية كرة السلة في سبورتس رفرنس.كوم (الإنجليزية)
- كولمان كولينز على موقع ريلجم (الإنجليزية)
- كولمان كولينز على موقع بروبوليرز (الإنجليزية)
- كولمان كولينز على موقع سبورتس رفرنس (الإنجليزية)
- كولمان كولينز على موقع سبورتس رفرنس (الإنجليزية)